# 289021 Juzeliunas
289021 Juzeliunas è un asteroide della fascia principale. Scoperto nel 2004, presenta un'orbita caratterizzata da un semiasse maggiore pari a 3,1554965 UA e da un'eccentricità di 0,1028857, inclinata di 9,50012° rispetto all'eclittica.
L'asteroide è dedicato al compositore lituano Julius Juzeliunas e al fisico lituano Gediminas Juzeliunas, padre e figlio.